# 이토 하루카 (포르노 배우)
이토 하루카(일본어: 伊東遥, 1986년 12월 13일 ~ )는 일본의 성인 비디오 여배우다. 2008년 5월 MAX-A에서 발매한 《New Comer》로 AV에 데뷔했다. 2009년 스카파! 성인방송대상에서 신인여우상을 수상했다. 평소 관리하던 블로그를 2010년 4월을 마지막으로 갱신을 멈췄고, 7월 1일 MAX-A는 소속사로부터 은퇴 통보를 받았음을 고지했다.

## 같이 보기
- 성인 비디오 / 성인 비디오 여배우
- 스카파! 성인방송대상